# Улица Гринченко (Львов)
Улица Гринченко — улица во Львове, одна из главных улиц в местности Збоища (Шевченковский район), соединяющая улицы Богдана Хмельницкого и Гетмана Мазепы.

## История
Улица возникла на территории поселка Збоища не позднее 1952 года и вначале называлась улица Сергея Кирова. В 1958 году улица была переименована в честь украинского етнографа и лингвиста Бориса Гринченко.
В 1960-х годах после включения Збоищ в состав Львова была застроена типичными пятиэтажными домами, а в 1970-х—1980-х годах было построено несколько массивов 9-этажных кварталов.
В 1978 году от улицы Гетьмана Мазепы была проложена троллейбусная линия с конечной остановкой и разворотным кольцом на улице Гринченко.
В 2020 году пресс-служба львовского городского совета сообщила о планах реконструировать улицу Гринченко, являющейся одной из важнейших магистралей северной части Львова, за счёт средств Европейского инвестиционного банка, объявив предварительную стоимость реконструкции 90 млн гривен.